# Politieke kleur

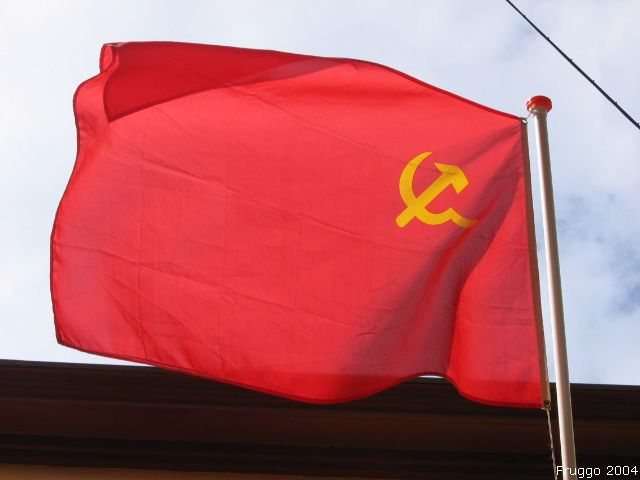
De rode vlag van de Sovjet-Unie, een communistisch land

Mussolini en de zwarthemden in 1922

Verschillende politieke partijen of posities worden zowel officieel als officieus geassocieerd met verschillende politieke kleuren die gebruikt worden om ze te vertegenwoordigen. Internationaal gezien gebruiken partijen van dezelfde strekking vaak ook dezelfde kleur. Een voorbeeld hiervan is rood, dat geassocieerd wordt met linkse ideologieën (rode vlag, Rode Leger, Rode Angst). Dit klopt natuurlijk niet altijd, kijk maar naar het rood dat ook verwijst naar de rechtse Amerikaanse Republikeinse Partij.

## Kleuren

### Zwart
- Zwart wordt voornamelijk geassocieerd met anarchisme en fascisme. 
  - Antiklerikale partijen in de late 19e eeuw en vroege 20e eeuw verwezen met zwart naar de functionarissen van de Katholieke Kerk, omdat hun gewaden vaak zwart zijn, zoals de Black International.
  - In Duitsland en Oostenrijk is zwart de kleur die van oudsher wordt geassocieerd met christendemocraten.
  - Zwart wordt in Italië geassocieerd met fascisme (zie de zwarthemden).
  - In de islamitische wereld worden zwarte vlaggen (vaak met witte sjahada) soms gebruikt bij islamistische groepen. Zwart was de kleur van het Kalifaat van de Abbasiden.

### Blauw
- Blauw, vooral donkerblauw, wordt vaak geassocieerd met conservatieve partijen, afkomstig van het gebruik door die partij van het Verenigd Koninkrijk. Blauw wordt ook geassocieerd met liberalisme. Zo waren de 'Paarse kabinetten' in Nederland een mengsel van sociaaldemocratie (rood) en liberalisme (blauw).
  - In de Verenigde Staten wordt blauw sinds het jaar 2000 in de massamedia met de Democratische Partij geassocieerd. In 2010 lanceerde de partij een blauw officieel logo.
  - De achtergrond van de vlag van de Verenigde Naties is lichtblauw, gekozen om vrede en hoop te vertegenwoordigen. Het heeft aanleiding gegeven tot de term bluewashing.

### Bruin
- Bruin wordt in verband gebracht met het nazisme van de arbeidersklasse, omdat de Sturmabteilung (SA) de "Bruinhemden" werden genoemd. In Europa en elders in de 20e eeuw werden fascisten soms de Bruine Internationale genoemd.

### Grijs
- Grijs werd gekozen door de Duitse politieke schrijver Paul de Lagarde voor zijn aanvallen op liberalen als "de Grijze internationale".
  - De Grijzen - partij die de belangen van senioren behartigt.

### Groen
- Groen is wereldwijd de kleur voor partijen die vooral voor een beter klimaat, duurzaamheid en biodiversiteit staan. Zie Groene politiek.
  - Zeegroen werd gebruikt als een symbool door leden van de Levellers in Groot-Brittannië in de 17de eeuw; om deze reden wordt het af en toe gebruikt om radicaal liberalisme of libertarisme te vertegenwoordigen.
  - Iers-nationalistische en Iers-republikeinse bewegingen gebruiken de kleur groen.
  - Groen wordt soms ook in verband gebracht met agrarische bewegingen, zoals de Populistische Partij in de VS in de jaren 1890, en de hedendaagse Noords agrarische partijen.
  - Groen wordt beschouwd als de heilige kleur van de Islam en daarom wordt het ook gebruikt door sommige islamisten
  - Varengroen wordt gebruikt door politieke organisaties en groepen die pleiten voor de legalisatie van medisch gebruik van marihuana.

### Oranje

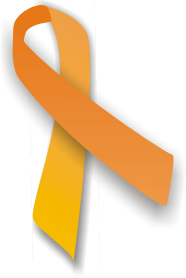
Het Oranje lint, symbool van solidariteit met de democratische beweging in Oekraïne

- Oranje wordt soms geassocieerd met christendemocratische partijen en soms verschillende soorten populistische partijen. Dit is het geval in België (CD&V en cdH), Duitsland, Frankrijk, Zwitserland, Finland, Hongarije, Bolivia en Canada. Na de Oekraïense "Oranjerevolutie" wordt de kleur gebruikt door groepen en organisaties in het Midden-Oosten, zoals in Libanon, Palestina, Egypte, Bahrein en Israël.
  - In Colombia wordt oranje officieus geassocieerd met de Sociale Partij van Nationale Eenheid, een liberaal-conservatieve uribistische partij.
  - In Noord-Ierland wordt oranje geassocieerd met unionisme en de Oranjeorde.
  - In het Verenigd Koninkrijk was oranje de kleur van de historische Liberal Party.
  - In Nederland wordt oranje in verband gebracht met rechtse en monarchistische partijen, omdat de naam van het koningshuis Oranje is, en vanwege de nationale associatie met de kleur.
  - In Canada gebruikt de New Democratic Party, een sociaaldemocratische partij, oranje als zijn partijkleur.
  - In Israël wordt oranje gekoppeld aan anti-terugtrekkingsbijeenkomsten en andere rechtse en pro-Israëlische activiteit.
  - In Nieuw-Zeeland kan oranje niet gebruikt worden door een politieke partij; het wordt exclusief gebruikt door de electorale commissie.

### Paars
- Paars wordt in verband gebracht met de voormalige paarse kabinetten van België en Nederland, bestaande uit een coalitie van “rode” sociaaldemocratische en “blauwe” liberale partijen.
  - Paars is ook de kleur van de originele Zweedse Piratenpartij en sommige van zijn internationale zusterpartijen.
  - Paars wordt ook officieus  gebruikt in de Verenigde Staten om een “swing state” (een betwiste staat tussen de “rode” Republikeinse partij en de “blauwe” Democratische Partij) aan te duiden. Het wordt ook gebruikt om te verwijzen naar Paars Amerika, een term die gebruikt wordt in contrast met “blauw” en “rood”, wijzend op het feit dat de landelijke verkiezingsverschillen meer in afwijkingen dan in eenheid tot uiting komen.

### Rood
- Rood wordt traditioneel geassocieerd met socialisme en communisme; zie Rode vlag.
  - In Europa en de meeste landen van Latijns-Amerika wordt rood geassocieerd met sociaaldemocratische partijen; en vaak hun partners in de Arbeidersbeweging.
  - In de Verenigde Staten, sinds het jaar 2000, wordt de Republikeinse Partij in verband gebracht met rood door de massamedia, ondanks dat de Republikeinse Partij een conservatieve partij is. Sinds 2010 heeft de partij een rood logo aangenomen. Ook in Paraguay vormen de colorados (rood) de conservatieve partij, terwijl de liberales blauw hebben gekozen.

### Wit

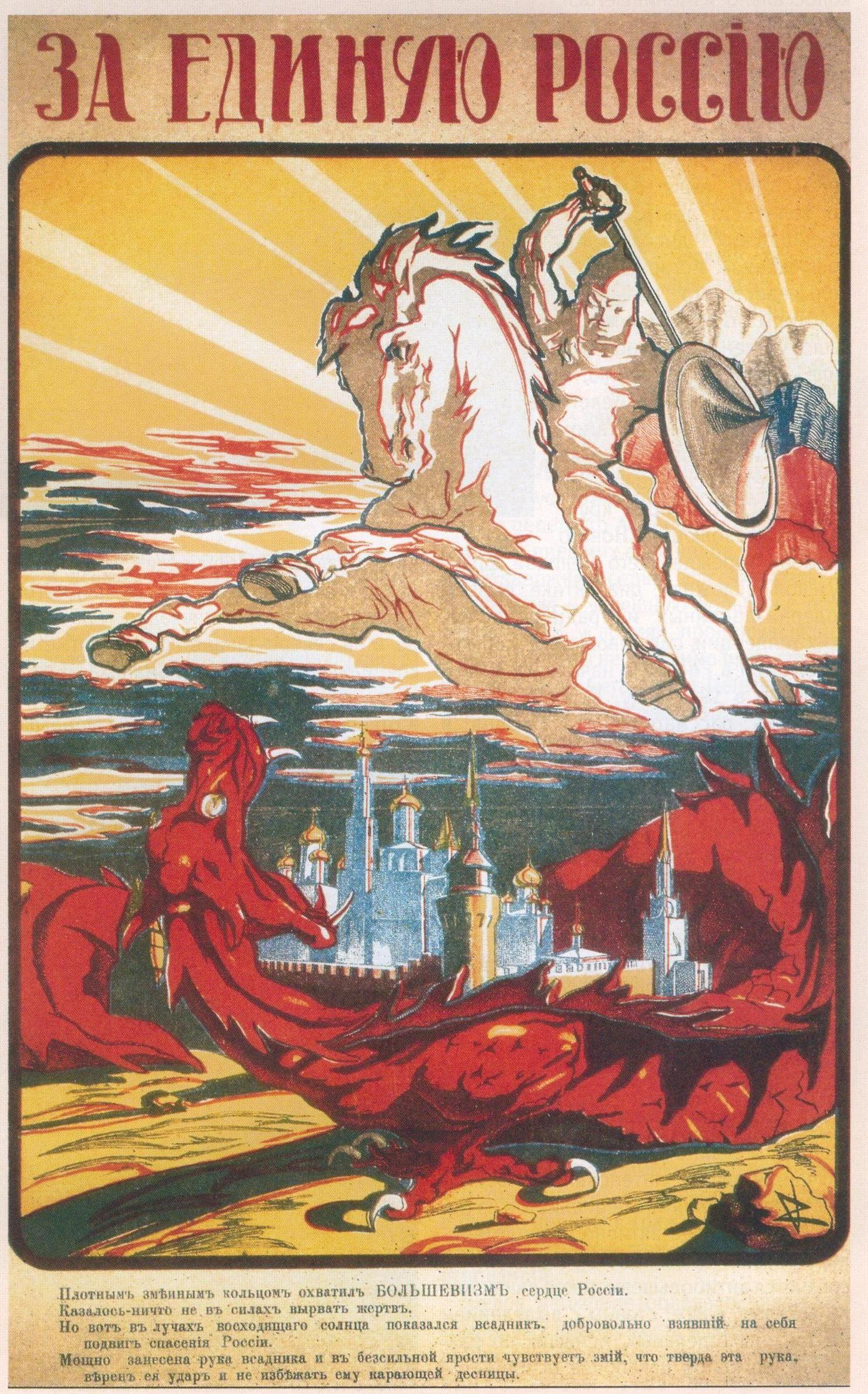
"Witte zaak" (plakkaat uit 1919)

- Wit wordt in verband gebracht met pacifisme (zoals in de overgeefvlag).
  - Van oudsher wordt het geassocieerd met aanhangers van absolute monarchieën, eerst voor aanhangers van het Huis Bourbon van Frankrijk, omdat het de dynastieke kleur was. Later werd het gebruikt door de Witten in de Russische Revolutie van 1917, omdat hun doel vergelijkbaar was. In de burgeroorlog na de Finse onafhankelijkheid in 1917 werd wit gebruikt door de conservatieve en democratische troepen die vochten tegen de socialistische rode troepen.
  - In Italië staat een rood kruis op een witte achtergrond voor katholieke partijen.

### Geel
- Geel is de kleur die geassocieerd wordt met liberalisme/libertarisme, vooral in Europa, inclusief de Alliantie van Liberalen en Democraten voor Europa.
  - Geel wordt ook geassocieerd met het Jodendom en Joden (zie ook Jodenster). De titel van een Duits boek, ‘’De Gouden Internationale’’, verwijst naar Joden.
  - In België wordt geel ook gebruikt voor Vlaams-nationalistische partijen en voor de Vlaamse Beweging in het algemeen.

### Safraan
- Saffraan verwijst naar Hindoetva en aanhangers worden dan ook wel saffronisten genoemd.